# 유랑

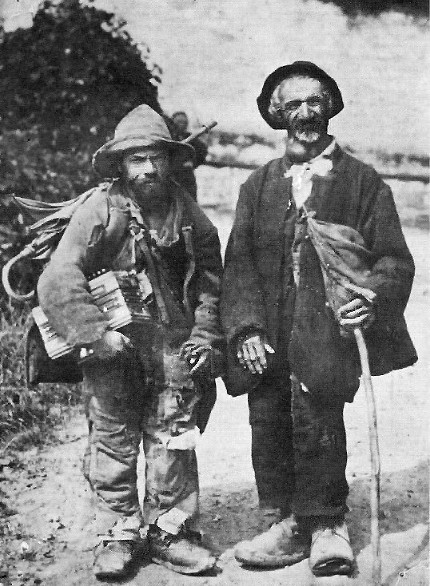
1890년 촬영된 예니셰인(서유럽 유랑민).

유랑(流浪, vagrancy), 또는 방랑(放浪, itinerancy)이란 정기적인 고용이나 수입이 없고, 정해진 거처도 없는 무숙 상태로 여기저기 떠돌아다니는 빈곤 상태다. 유의어로는 방황, 표류(漂流) 등이 있다. 유랑하는 사람을 유랑객(流浪客, vagabond), 방랑객(放浪客, drifter)이라 하며, 민족적으로 유랑하는 집단을 유랑민(流浪民, travelers)이라고 한다.

## 같이 보기
- 부랑자